# Marc Chirik
Marck Chirik (Chișinău, 13 de maio de 1907 — Paris, 20 de dezembro de 1990), também conhecido como Marc Laverne ou simplesmente MC, foi um comunista revolucionário e um dos fundadores da Corrente Comunista Internacional.

## Vida
Chirik viu a Revolução de Outubro aos ombros do seu irmão e foi um dos membros fundadores da organização juvenil do Partido Comunista da Palestina em 1921, mas foi excluído por discordar das posições da Internacional Comunista sobre a "questão nacional".
Em 1924 emigrou para França, onde se juntou ao Partido Comunista Francês até ser expulso na mesma altura que os membros da Oposição de Esquerda. Aderiu primeiro à Liga Comunista (trotskista) e depois à União Comunista, que abandonou em 1938 para se juntar à Fração Italiana da Esquerda Comunista (bordiguista), já que defendia a linha desta última acerca da Guerra Civil de Espanha. Durante a II Guerra Mundial e a ocupação alemã, o Bureau Internacional da Esquerda Comunista liderado por Vercesi considerou que não havia razão para as frações continuarem a sua atividade. No entanto Chiric tentou reconstruir a Fração Italiana a partir de um pequeno núcleo em Marselha, criando em 1944 a Fração Francesa da Esquerda Comunista. Em maio de 1945, Chirik rompe com os bordiguistas e cria a Esquerda Comunista de França (GCF, Gauche Communiste de France), em oposição à decisão da Fração de se dissolver e de os seus militantes aderirem individualmente ao recém-fundado Partido Comunista Internacionalista italiano.
Após a GCF se dissolver em 1952, deixou a França e foi para a Venezuela em antecipação da III Guerra Mundial. Marc Chirick permaneceu lá até 1968, desenvolvendo um pequeno grupo de Revolucionários chamado Internacionalismo, tendo regressado a França, onde ele e alguns dos seus camaradas venezuelanos criaram Revolution Internationale, o único grupo comunista de esquerda francês que após 1968 tentou sistematicamente construir uma organização na sombra dos maiores grupos comunistas de esquerda..
Em 1975, a Corrente Comunista Internacional foi fundada por Revolution Internationale (França), World Revolution (Reino Unido), Internationalism (EUA), Rivoluzione Internazionale (Itália), Internationalismo (Venezuela) e Accion Proletaria (Espanha). Chirik tinha sido um membro destacado de dois desses grupos e tornou-se um membro bastante importante da CCI até à sua morte em 1990.
Marc Chirik foi um dos principais protagonistas de Planète sans Visa, uma novela de Jean Malaquais passada em Marselha durante a II Guerra Mundial.